# NGC 4020
NGC 4020 (również PGC 37723 lub UGC 6971) – galaktyka spiralna z poprzeczką (SBcd), znajdująca się w gwiazdozbiorze Wielkiej Niedźwiedzicy. Odkrył ją William Herschel 3 lutego 1788 roku.